# Sally Menke
Sally JoAnne Menke (Mineola, 17 dicembre 1953 – Los Angeles, 27 settembre 2010) è stata una montatrice statunitense.

## Biografia
Responsabile del montaggio per tutte le pellicole di Quentin Tarantino, è stata nominata all'Oscar al miglior montaggio nel 1994 per il lavoro svolto su Pulp Fiction e nel 2010 per Bastardi senza gloria. Il 28 settembre 2010, dopo essersi recata a passeggio con il suo cane ed un amico, il suo corpo è stato trovato senza vita in fondo a un precipizio del Griffith Park, nei pressi di Los Angeles; le cause della morte non sono chiare, ma si ritiene che sia da ricondurre alla grande calura di quei giorni.

## Filmografia
- Amici amanti (Cold Feet), regia di Bruce van Dusen (1983)
- The Congress (1988) (documentario TV)
- Tartarughe Ninja alla riscossa (Teenage Mutant Ninja Turtles), regia di Steve Barron (1990)
- The Search for Signs of Intelligent Life in the Universe, regia di John Bailey (1991)
- Le iene (Reservoir Dogs), regia di Quentin Tarantino (1992)
- Tra cielo e terra (Heaven & Earth), regia di Oliver Stone (1993)
- Who Do You Think You're Fooling? (1994) - cortometraggio documentario
- Pulp Fiction, regia di Quentin Tarantino (1994)
- Four Rooms, episodio L'uomo di Hollywood, regia di Quentin Tarantino (1995)
- Scomodi omicidi (Mulholland Falls), regia di Lee Tamahori (1996)
- Nightwatch - Il guardiano di notte (Nightwatch), regia di Ole Bornedal (1997)
- Jackie Brown, regia di Quentin Tarantino (1997)
- Passione ribelle (All the Pretty Horses), regia di Billy Bob Thornton (2000)
- D.C. Smalls, regia di Alexandra Valenti (2001) - cortometraggio
- Daddy & Them - Una famiglia di pecore nere (Daddy and Them), regia di Billy Bob Thornton (2001)
- Kill Bill: Volume 1, regia di Quentin Tarantino (2003)
- Kill Bill: Volume 2, regia di Quentin Tarantino (2004)
- Grindhouse - A prova di morte (Death Proof), regia di Quentin Tarantino (2007)
- Bastardi senza gloria (Inglourious Basterds), regia di Quentin Tarantino (2009)
- Peacock, regia di Michael Lander (2010)